# London North (circonscription du Parlement européen)
Avant l’adoption uniforme de la représentation proportionnelle en 1999, le Royaume-Uni utilisait le système uninominal à un tour pour les élections européennes en Angleterre, en Écosse et au pays de Galles. Les conscriptions du Parlement européen utilisées dans ce système étaient plus petites que les circonscriptions régionales les plus récentes et ne comptaient chacune qu'un seul membre au Parlement européen.
La circonscription de London North était l'une d'entre elles.
Lors de sa création en Angleterre en 1979, il se composait des circonscriptions parlementaires du Parlement de Westminster de Edmonton, Enfield North, Finchley, Hornsey, Islington Central, Islington North, Islington South and Finsbury, Southgate, Tottenham et Wood Green.
Les circonscriptions parlementaires ont été redessinées en 1983 et les circonscriptions européennes ont été modifiées en conséquence. Le nouveau siège comprenait les circonscriptions de Westminster suivantes : Chipping Barnet, Edmonton, Enfield North, Enfield Southgate, Finchley, Hendon North, Hendon South, Hornsey and Wood Green et Tottenham. Ces limites ont été utilisées en 1984, 1989 et 1994,.

## Membre du Parlement européen
| Élection                    | Élection | Portrait | Membre        | Parti        |
| --------------------------- | -------- | -------- | ------------- | ------------ |
|                             | 1979     |          | John Marshall | Conservateur |
| 1984                        |          |          | John Marshall | Conservateur |
|                             | 1989     |          | Pauline Green | Travailliste |
| 1994                        |          |          | Pauline Green | Travailliste |
| 1999 circonscription abolie |          |          |               |              |